# Hörmann (Türenhersteller)
Die Hörmann KG mit Sitz im ostwestfälischen Steinhagen im Kreis Gütersloh in Nordrhein-Westfalen ist ein deutscher Hersteller von Toren, Türen, Zargen und Antrieben.

## Unternehmensgeschichte
Das Unternehmen wurde 1935 unter dem Namen „Bielefelder Stahltürenfabrik“ von August Hörmann (1886–1944) in Bielefeld offiziell gegründet. Sein Sohn Hermann Hörmann (1912–1994) übernahm das Unternehmen 1944 und verlegte den Firmensitz nach Steinhagen. Mit der Aufnahme des Garagen-Schwingtores in das Produktprogramm legte er den Grundstein für die heutige Unternehmensgruppe.
Das Familienunternehmen wird heute in der vierten Generation von den Urenkeln des Firmengründers geführt. Persönlich haftende Gesellschafter sind Martin J. Hörmann und Christoph Hörmann.

## Produkte
Der Grundstein für das heutige Unternehmen wurde in den 1950er Jahren mit der industriellen Fertigung eines Garagen-Schwingtors, dem sogenannten „Berry-Tor“, gelegt. Die Produktpalette erweitert sich seither ständig und umfasst heute auch Sektional-, Roll-, Feuerschutz- und Schnelllauftore, Torantriebe und Steuerungen sowie Verladetechniksysteme, Feuer- und Rauchschutzabschlüsse, Haus- und Innentüren sowie Zargen.
Mit der Akquisition des Unternehmens Pilomat gehören seit September 2016 außerdem Zufahrtskontrollsysteme wie Poller und Straßensperren zum Produktprogramm des Herstellers. 2018 wurde der Produktbereich durch die Übernahme der Hermann Automation GmbH um Schranken und Parkraummanagementsysteme, zu denen der Hersteller Kassenautomaten sowie Systeme zur Fahrzeugerfassung zählt, erweitert. Auf der Bau 2019 wurde der neue Produktbereich erstmals der Öffentlichkeit präsentiert.

## Standorte
Hörmann verfügt in Europa, Nordamerika und Asien über 40 Produktionsstandorte und ist mit über 100 eigenen Vertriebsstandorten in mehr als 40 Ländern und in über 50 weiteren Ländern durch Vertriebspartner vertreten. Neben den Vertriebs- und Produktionsstandorten verfügt Hörmann für seine Mitarbeiter und Kunden über mehrere Schulungs- und Ausstellungszentren, darunter das Hörmann Forum am Firmensitz in Steinhagen sowie ein Montagezentrum in der Nähe von Stuttgart.
Der Hörmann Gruppe mit Hauptsitz in Steinhagen (nicht zu verwechseln mit der Hörmann-Gruppe, einem Automobilzulieferer mit Sitz in Kirchseeon) gehören folgende Tochterunternehmen an:
- ALUKON KG
- Seuster KG
- Berner Torantriebe KG
- HUGA KG
- Schörghuber Spezialtüren KG
- SC electronic service GmbH
- Grothaus Pendeltüren GmbH & Co. KG
- Tortec Brandschutztor GmbH (Österreich)
- Garador Ltd. (Großbritannien)
- IG Doors Ltd. (Großbritannien)
- Tubauto SAS (Frankreich)
- Maviflex SAS (Frankreich)
- PILOMAT s.r.l. (Italien)
- Northwest Door LLC (USA)
- TNR Industrial Doors Inc. (Kanada)
- Lebo Türen GmbH, Bocholt
- Steinau KG, Arnsberg
- MESVAC OY (Finnland)

## Soziales, kulturelles und gesellschaftliches Engagement
Hörmann fördert Projekte gemeinnütziger Organisationen und Einrichtungen, die sich z. B. mit der Situation behinderter oder chronisch kranker Menschen befassen.
Darüber hinaus ist Hörmann im Sport präsent, z. B. mit Bandenwerbung bei Länderspielen europäischer Fußballnationalmannschaften (u a. der deutschen Fußballnationalmannschaft), als Sponsor des ATP Halle in Halle (Westfalen) sowie seit 2016 als Premium-Sponsor des IBU World Cup im Biathlon. Seit der Wintersportsaison 2018/19 ist das Unternehmen zudem offizieller Hauptsponsor der Vierschanzentournee und Eventsponsor der FIS Skisprung-Weltcups in Ruka und Zakopane.
Seit 2017 deckt Hörmann seinen kompletten Energiebedarf in Deutschland mit Ökostrom der Naturstrom AG.